# Municipio de Greenwich (Ohio)
El municipio de Greenwich (en inglés: Greenwich Township) es un municipio ubicado en el condado de Huron en el estado estadounidense de Ohio. En el año 2010 tenía una población de 1044 habitantes y una densidad poblacional de 16,1 personas por km².

## Geografía
El municipio de Greenwich se encuentra ubicado en las coordenadas 41°1′16″N 82°28′22″O / 41.02111, -82.47278. Según la Oficina del Censo de los Estados Unidos, el municipio tiene una superficie total de 64.85 km², de la cual 64,5 km² corresponden a tierra firme y (0,53 %) 0,34 km² es agua.

## Demografía
Según el censo de 2010, había 1044 personas residiendo en el municipio de Greenwich. La densidad de población era de 16,1 hab./km². De los 1044 habitantes, el municipio de Greenwich estaba compuesto por el 97,41 % blancos, el 0,67 % eran afroamericanos, el 1,05 % eran amerindios, el 0,19 % eran de otras razas y el 0,67 % eran de una mezcla de razas. Del total de la población el 0,96 % eran hispanos o latinos de cualquier raza.